# 先天道暴动
“先天道”暴动，是指发生在1945年春夏之际中国江苏省无锡市安镇一带，以先天道成员为主体的一系列反抗日本军国主义殖民侵略的暴力斗争活动。在暴动过程中，日军、中国伪军，以及先天道成员均有不同程度伤亡。

## 简介
随着侵华日军在苏锡常地区的势力不断扩大以及对地方百姓的残酷镇压，当地民众与日军和伪军之间的矛盾不断加深。自1945年2月到5月，坊前、安镇等地发生大小暴动共90余次。暴动时，先天道将全体成员按清军编制编为旗、营、标。暴动过程中击杀日军30余人、伪军100余人，且捣毁税所、检问所等日军及伪军基础设施10余处。道徒亦伤亡70余人。在暴动过程中，锡澄地区先天道成员与新四军也产生过摩擦。
民国三十四年(1945年)4月5日(农历二月二十三曰)，驻锡日军调动一个营的兵力前往安镇白丹山一带大规模清剿先天道，暴动因此受到重大挫折。
民国三十四年(1945年)9月13日，《苏中报》刊载标题为《江南敌顽统治区五万人民的大暴动》的新闻稿，报道该系列暴动。
一系列暴动发生后，先天道的反抗行为引起社会各界的强烈反响，各种政治势力也开始密切关注先天道活动的发展方向。随着暴动趋于缓和，在新四军第六军分区骨干包厚昌、钱敏等人的运作下，部分参与暴动的先天道活跃成员被吸收入新四军领导下的游击队。在与中共的不断接触中，无锡地区先天道的暴动口号也由最初的“反共，反匪，保家乡”转变为“保村庄、保太平、打鬼子、打土匪”。